# Bataille de Tornio
Seconde Guerre mondiale
Batailles
- Opération Nordlicht (1944)
- Opération Tanne Ost
- Bataille d'Olhava
- Bataille de Tornio
- Bataille de Rovaniemi
- Offensive Petsamo-Kirkenes

La Bataille de Tornio (1er - 8 octobre 1944) a eu lieu pendant la guerre de Laponie ; elle fut le premier engagement majeur entre l'Allemagne nazie et la Finlande, bien que les hostilités avaient débuté en d'autres lieux.

## Situation
Bien que l'ouverture des combats ait déjà débuté à la mi-septembre à Gogland entre les troupes finlandaises et allemandes, les relations entre les deux belligérants en Laponie n'étaient pas conflictuelles. L'intérêt des Allemands en Laponie finlandaise était de garder la province Petsamo pour ses mines de nickel. D'autre part, les troupes allemandes et finlandaises ont combattu ensemble durant trois années, il en est résulté de bonnes relations entre les deux armées. Jusqu'à la bataille de Tornio, les troupes finlandaise et allemandes ont effectué des « manœuvres d'automne » au cours desquelles Allemands et Finlandais manifestaient le souhait de maintenir des relations pacifiques. 
Cependant, les Finlandais ont été obligés, à la suite du traité de paix qu'ils ont passé avec l'Union Soviétique, de repousser les troupes allemandes de leur territoire. C'est ainsi que l'invasion de Tornio a été planifiée et exécutée pour surprendre les Allemands et ouvrir un front à l'arrière le long de la frontière suédoise. Le lieutenant-général Siilasvuo, officier chargé des opérations en Laponie, a prévu un ambitieux assaut près de Tornio et concomitamment, une attaque sur Kemi. Les deux opérations avaient Oulu comme base. Les Finlandais utilisèrent trois navires cargos, avec pour armement une mitrailleuse anti-aérienne dans chaque navire. Ils n'eurent aucun support aérien ou naval durant la traversée de 80 miles entre Oulu et Tornio.

## Rapport de force

### Force allemande
Les forces allemandes étaient regroupées sous la division Kräuler. Elles étaient composées du 1er bataillon de la 139e brigade de chasseurs alpins (Gebirgsjäger-Brigade 139), du 6e bataillon de chasseurs (Jäger-Bataillon 6, du 6e bataillon SS de reconnaissance alpine (SS-Gebirgs-Aufklärungs-Abteilung 6), et du 6e bataillon SS d'infanterie (SS-Schützen-Bataillon « Nord » 6). Dû à la pression finlandaise venant seulement du sud, le 6e SS de reconnaissance alpine a pu être déplacé vers Tornio, tandis que le reste des forces est resté à combattre l'avancée finlandaise.